# Intégrale de Daniell
En mathématiques, l'intégrale de Daniell est un type d'intégration qui généralise le concept plus élémentaire de l'intégrale de Riemann qui est généralement la première enseignée. Une des principales difficultés de la formulation traditionnelle de l'intégrale de Lebesgue est qu'elle nécessite le développement préalable de la théorie de la mesure avant d'obtenir les principaux résultats de cette intégrale. Cependant, une autre approche est possible, qui a été développée par Percy John Daniell dans un article de 1918 qui ne présente pas cette difficulté, et a des avantages réels par rapport à la  formulation traditionnelle, en particulier lorsque l'on veut généraliser l'intégrale aux espaces de dimension supérieure ou bien lorsqu'on veut introduire d'autres généralisations telles que l'intégrale de Riemann–Stieltjes. L'idée de base introduit une axiomatisation de l'intégrale.

## Axiomes de Daniell
On commence par choisir un ensemble {\displaystyle H} de fonctions réelles bornées (appelées fonctions élémentaires) définies sur un ensemble {\displaystyle X}, qui satisfait les deux axiomes:
1. {\displaystyle H} est un espace vectoriel pour les opérations usuelles de l'addition et de la multiplication par un scalaire.
2. Si une fonction {\displaystyle h} est dans {\displaystyle H}, alors sa valeur absolue {\displaystyle |h|} l’est également.

En plus, à chaque fonction h dans H est assigné un nombre réel {\displaystyle Ih}, qui est appelé l'intégrale élémentaire de h, satisfaisant les trois axiomes:
1. Linéarité. Si h et k sont tous deux dans H, et {\displaystyle \alpha } et {\displaystyle \beta } sont deux nombres réels quelconques, alors {\displaystyle I(\alpha h+\beta k)=\alpha Ih+\beta Ik}.
2. Positivité. Si {\displaystyle h(x)\geq 0}, alors {\displaystyle Ih\geq 0}.
3. Continuité. Si {\displaystyle h_{n}(x)} est une suite décroissante au sens large (i.e. {\displaystyle h_{1}\geq \cdots \geq h_{k}\geq \cdots }) de fonctions dans {\displaystyle H} qui converge vers 0 pour tout {\displaystyle x} dans {\displaystyle X}, alors {\displaystyle Ih_{n}\to 0}.

Ainsi, nous définissons une forme linéaire continue positive {\displaystyle I} sur l'espace des fonctions élémentaires.
Ces fonctions élémentaires et leurs intégrales élémentaires peuvent être n'importe quel ensemble de fonctions et de définitions des intégrales pour ces fonctions qui satisfont ces axiomes. La famille de toutes les fonctions en escalier satisfait  évidemment  les deux premiers axiomes. Si on définit l'intégrale élémentaire pour la famille des fonctions en escalier comme l'aire (orientée) du domaine défini par la fonction en escalier, les trois axiomes pour une intégrale élémentaire sont satisfaits eux aussi. Si on applique la construction de l'intégrale de Daniell décrite ci-dessous en utilisant les fonctions en escalier comme fonctions élémentaires, on définit une intégrale équivalente à l'intégrale de Lebesgue. Si {\displaystyle X} est un espace topologique et si on utilise la famille de toutes les fonctions continues comme fonctions élémentaires et la traditionnelle intégrale de Riemann comme intégrale élémentaire, alors cela conduit à une intégrale qui est encore équivalente à la définition de Lebesgue. Si l'on fait la même chose, mais en utilisant l'intégrale de Riemann–Stieltjes, avec une fonction appropriée à variation bornée, on obtient une définition de l'intégrale équivalente à celle de Lebesgue–Stieltjes.
Les ensembles négligeables (i.e. de mesure nulle) peuvent être définis en termes de fonctions élémentaires comme suit. Un ensemble {\displaystyle Z} qui est un sous-ensemble de {\displaystyle X} est un ensemble négligeable si pour tout {\displaystyle \epsilon >0}, il existe une suite croissante de fonctions élémentaires positives {\displaystyle h_{p}(x)} dans H telle que {\displaystyle Ih_{p}<\epsilon } et {\displaystyle \sup _{p}h_{p}(x)\geq 1} sur {\displaystyle Z}. 
On dit qu'une propriété est vraie presque partout si elle est vraie partout sur {\displaystyle X} sauf sur un ensemble négligeable.

## Définition de l'intégrale de Daniell
Nous pouvons étendre la notion d'intégrale à une classe de fonctions plus large, basée sur notre choix de fonctions élémentaires, la classe {\displaystyle L^{+}}, qui est la famille de toutes les fonctions qui sont limites presque partout d'une suite croissante {\displaystyle h_{n}} de fonctions élémentaires, telles que l'ensemble des intégrales {\displaystyle Ih_{n}} est bornée. L'intégrale d'une fonction {\displaystyle f} dans {\displaystyle L^{+}} est définie par :
{\displaystyle If=\lim _{n\to \infty }Ih_{n}}
On peut montrer que cette définition de l'intégrale est bien définie, i.e. qu'elle ne dépend pas du choix de la suite {\displaystyle h_{n}}.
Cependant, la classe {\displaystyle L^{+}} est en général non fermée pour la soustraction et la multiplication par les nombres négatifs, mais nous pouvons l'étendre en définissant une classe plus large de fonctions {\displaystyle L} telle que toute fonction {\displaystyle \phi (x)} puisse être presque partout représentée comme la différence {\displaystyle \phi =f-g}, par des fonctions {\displaystyle f} et {\displaystyle g} dans la classe {\displaystyle L^{+}}. Alors l'intégrale d'une fonction {\displaystyle \phi (x)} peut être définie par :
{\displaystyle \int _{X}\phi (x)dx=If-Ig\,}
Là encore, on peut montrer que l'intégrale est bien définie, i.e. qu'elle ne dépend pas de la décomposition de {\displaystyle \phi } en {\displaystyle f} et {\displaystyle g}. Cela termine la construction de l'intégrale de Daniell.